# Trebatice
Trebatice jsou obec na Slovensku, ležící přibližně 5 km západně od města Piešťany. V roce 2017 zde žilo 1 353 obyvatel. První písemná zmínka o obci pochází z roku 1113.
V obci je římskokatolický kostel svatého Štěpána z roku 1851, kaple Nejsvětější Trojice z roku 1920 a kaple Panny Marie Nanebevzaté z roku 1800.